# The Levellers
The Levellers – angielska grupa rockowa, nawiązująca do muzyki folk oraz punk. Powstała w 1988 w angielskim Brighton. Nazwa zespołu związana jest z XVII-wiecznym ruchem lewelerów.
Muzyka Levellers niełatwo poddaje się klasyfikacjom, czerpie z tradycji muzyki celtyckiej, ale z siłą emocjonalną punku. Krytycy w pierwszych latach istnienia porównywali zespół do The Pogues i The Clash. The Levellers odniósł sukces z drugą płytą (Levelling The Land) i popularnymi singlami (m.in. One Way). W latach 90. zespół miał więcej złotych i platynowych płyt niż jakikolwiek inny brytyjski zespół tej dekady.
Teksty zespołu nacechowane są ku sprawom społecznym, łącząc ideologie socjalizmu i anarchizmu. Grupa bierze udział w licznych akcjach protestacyjnych, a w sierpniu 1993 na łamach pisma Melody Maker oskarżyła o brytyjskie tygodniki muzyczne o nierzetelność i karierowiczostwo.

## Skład
- Mark Chadwick  (śpiewa, gitara, harmonijka ustna)
- Simon Friend (od 1990; gitara, banjo, śpiewa, mandolina, harmonijka)
- Jeremy (Jez) Cunningham (gitara basowa, śpiew)
- Charlie Heather (perkusja)
- Jonathan Sevink (skrzypce)
- Matt Savage (od 2003; instrumenty klawiszowe, chórki)

Zespół czasami wspiera Stephen Boakes grający na didgeridoo.

## Dyskografia

### Albumy
- A Weapon Called the Word (1990)
- Levelling The Land (1991)
- See Nothing, Hear Nothing, Do Something: UK Singles and Live Collection (1992)
- Levellers (1993)
- Zeitgeist (1995)
- Headlights, White Lines, Black Tar Rivers (Best Live) (1996)
- Mouth to Mouth (1997)
- One Way of Life: The Very Best Of The Levellers (1998)
- Hello Pig (2000)
- Special Brew (2001)
- Green Blade Rising (2002)
- Truth and Lies (2005)
- Letters from the Underground (2008)

W 2007 wznowione z dodatkowymi nagraniami zostały albumy premierowe z lat 1991-2000.

### Video / DVD
- The Great Video Swindle (1992)
- Headlights White Lines Black Tar Rivers (1996)
- One Way Of Live – The Videos (1998)
- Chaos Theory Live – DVD (2006)